# Malcolm Hill
Malcolm Hill (San Luis, Misuri, 26 de octubre de 1995) es un baloncestista estadounidense que actualmente se encuentra sin equipo. Con 1,98 metros de estatura, juega en la posición de alero.

## Trayectoria

### Universidad
Es un escolta formado en la universidad de Illinois Fighting Illini, donde es el tercer máximo anotador histórico. 

### Profesional

#### Extranjero
Tras no ser elegido en el Draft de la NBA de 2017, fichó por Star Hotshots de Filipinas, donde promedió 26 puntos y 11,7 rebotes por encuentro en la Philippine Basketball Association.
En septiembre de 2017, firma por el Telekom Baskets Bonn para jugar en la Basketball Bundesliga alemana.
En octubre de 2018 firma con el MHP Riesen Ludwigsburg alemán.
Tras la experiencia en la Bundesliga alemana, en verano de 2019 se marcha a Kazajistán para jugar en las filas del B.C. Astana, con quien disputa la VTB league y la liga de Kazajistán, promediando 20,2 puntos por encuentro.  
En julio de 2020 se une a House of 'Paign un equipo de alumnos de Illinois para el The Basketball Tournament de ese verano.
El 17 de agosto de 2020, firma por el Hapoel Jerusalem de la Israeli Basketball Premier League y la Basketball Champions League.
El 9 de octubre de 2021, firma por los New Orleans Pelicans, pero es cortado antes del inicio de la temporada. El 25 de octubre firma por los Birmingham Squadron. En 14 encuentros, promedió 16,9.

#### NBA
El 22 de diciembre de 2021 firma un contrato de 10 días con Atlanta Hawks. Donde disputó 3 encuentros.
El 14 de enero de 2022, firma un contrato de 10 días con Chicago Bulls, renovando por un segundo contrato el 19 de enero.
Tras disputar 16 encuentros la temporada pasado con el primer equipo, el 7 de septiembre de 2022 firma un contrato dual con los Bulls.
El 21 de febrero de 2023, es cortado por los Bulls.
El 30 de septiembre de 2023 firmó con los New Orleans Pelicans, pero fue despedido el 22 de octubre. Ocho días después, volvió a fichar por Birmingham Squadron. El 22 de enero de 2024 firma un contrato de 10 días con New Orleans Pelicans, pero no llegó a debutar, regresando a los Squadron. El 22 de febrero firma un contrato dual con los Pelicans. Fue despedido el 21 de octubre de 2024, sin llegar a debutar en encuentro oficial con el primer equipo.

## Estadísticas de su carrera en la NBA

### Temporada regular
| Año     | Equipo  | PJ | PT | MPP  | %TC  | %3P  | %TL   | RPP | APP | ROB | TPP | PPP |
| ------- | ------- | -- | -- | ---- | ---- | ---- | ----- | --- | --- | --- | --- | --- |
| 2021-22 | Atlanta | 3  | 0  | 15.3 | .625 | .600 | 1.000 | 2.0 | .3  | 1.3 | .3  | 5.7 |
| 2021-22 | Chicago | 16 | 0  | 10.4 | .432 | .323 | .700  | 1.8 | .4  | .2  | .1  | 3.4 |
| 2022-23 | Chicago | 5  | 0  | 1.8  | .500 | .333 | —     | .6  | .0  | .0  | .0  | 1.0 |
| Total   | Total   | 24 | 0  | 9.2  | .464 | .359 | .786  | 1.6 | .3  | .3  | .1  | 3.2 |